# Nandijský medvěd
Nandijský medvěd nebo také kerit je kryptid, o jehož existenci hovoří legendy keňského etnika Kalendžin, dříve známého pod názvem Nandi. Kerit by se měl vyskytovat právě na území tohoto kmene v zalesněných horách západní Keni. Příbuzný kmen Sebei z hranic Keni a Ugandy jej nazývá šemosit, čemosit (démon, zlý duch), Samburové mu říkají nkampit. K dalším názvům patří gateit (vyjídač mozků), ngoloko, koddoelo. Ve svahilštině má jméno duba (z arabského dubb - medvěd). Podle Bernarda Heuvelmanse je s keritem totožná i jihoafrická záhadná šelma khodumodumo, která ve 30. letech 20. století napadala kozy, ovce a telata ve východním Kapsku (patrně se však jednalo o levharta).

## Popis
Údajná svědectví o pozorování nandijského medvěda jej líčí jako zvíře rezavé až tmavě hnědé barvy, vysoké v kohoutku až 120 cm, přední končetiny má delší než zadní a jeho hřbet spadá dolů, podobně jako u hyeny. Hlava je protáhlá, s tupou tlamou a poměrně malýma ušima. Podle některých popisů má srst na přední části těla a na nohách dlouhou a huňatou, tvořící jakousi hřívu, v zadní části hladkou a krátkou, ocas je krátký. Měl by to být noční masožravec, který loví ovce, kozy, a někdy i lidi. Kořist zabíjí kousnutím do hlavy, z níž vyžere mozek. Při útoku na kořist je údajně schopen se postavit na zadní, ale špatně skáče, údajně není schopen přeskočit ohradu, ale prorazí si do ní otvor tlapou. Napadá prý i vesničany a snaží si prorazit cestu do chýší. Podle antropologa Charlese Williama Hobleye, který viděl na počátku 20. století stopy, údajně patřící nandijskému medvědu, je to ploskochodec (zřejmě se však jednalo o stopy medojeda). Kapitán William Hichens zažil roku 1925 útok kerita, který mu zabil a odnesl loveckého psa. Popisuje jeho obrovské stopy, velikosti lvích, ale s dlouhými drápy a zmiňuje též jeho strašidelné vytí.

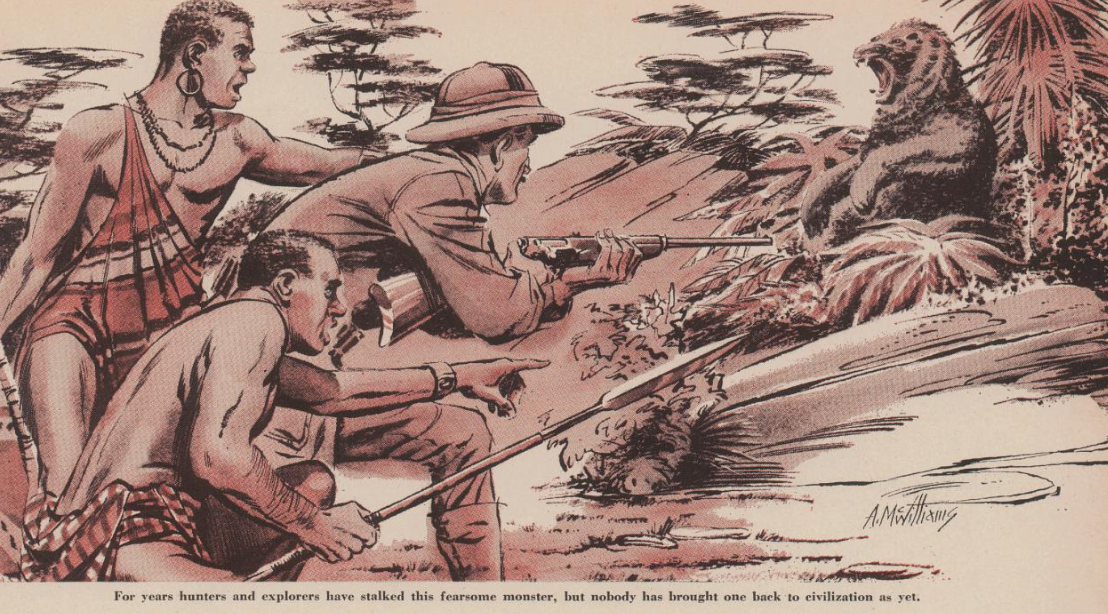
Na tomto obrázku z roku 1961 připomíná kerit směsici lva a paviána

S keritem bývají srovnávány i mytické lidožravé šelmy známé v Tanzanii jako nunda, mngwa, mu-ngwa, v Ugandě jako ndalawo. Měla by to být rovněž silná a nebezpečná zvířata, která se živí mozky a krví svých obětí, ale mají mít spíš kočkovitý vzhled, podobný obrovskému tmavému levhartovi. 
Zprávy o keritovi se objevují od konce 19. století. Je předmětem sporů, zda jde o čistý výplod fantazie, chybnou identifikaci nějakého známého savce nebo o vědou dosud nepopsaný druh šelmy.

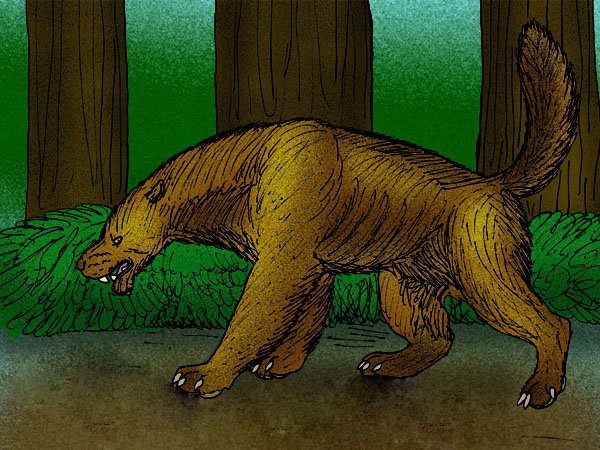
Rekonstrukce šelmy druhu Ekorus ekakeran

Často zdůrazňovaná podobnost kerita s medvědy naráží na skutečnost, že v afrotropické oblasti medvědi (rod Agriotherium) vyhynuli koncem pliocénu, asi před 3 miliony let. Jejich nálezy z období před 11-3,6 miliony let jsou doloženy z Jižní Afriky a Etiopie. Déle přežil pouze medvěd atlaský (Ursus arctos crowtheri), poddruh medvěda hnědého v pohoří Atlas na území Maroka, Alžírska a Tuniska, který byl lidmi vyhuben koncem 19. nebo počátkem 20. století. 
Britský zoolog a odborník na africké šelmy Reginald Pocock či kryptozoolog Karl Shuker identifikovali kerita s hyenou, podle Pococka může jít o nezvykle rezavě zbarvené (rufinistické) jedince hyeny skvrnité; Shuker zmiňuje v této souvislosti pleistocenní druh Pachycrocuta brevirostris, který byl podle kosterních nálezů větší než recentní hyena skvrnitá a měl krátký čenich podobný obličeji medvěda. Paleontologové Charles W. Andrews, Louis Leakey či český lovec a zoolog Bedřich Machulka si povšimli, že popisy nandijského medvěda nápadně připomínají vyhynulé lichokopytníky Chalicotheria, ti byli ovšem býložraví. Další významný zoolog Richard Meinertzhagen vysvětloval zprávy o keritovi záměnou s mimořádně velkými paviány či jinými opicemi, podle zoologa L. L. Jacobse by mohlo jít o zatoulané jedince šimpanze nebo gorily horské. Tito primáti však mají výrazně denní aktivitu a, ačkoli šimpanzi a paviáni nepohrdnou masitou potravou, je naprosto nepravděpodobné, že by napadali a požírali dobytek nebo lidi. Paleontolog George Simpson identifikoval kerita jako velkého jedince medojeda, přinejmenším některá pozorování této možnosti nasvědčují. Keritův noční způsob života i potravní preference na mozek a krev skutečně připomínají kunovitou šelmu.
Český kryptozoolog Jaroslav Mareš srovnává kerita s miocenní kunovitou šelmou druhu Ekorus ekakeran, žijící v Keni před šesti miliony lety. Ekorus v kohoutku měřil asi 80 cm a lovil velkou kořist, včetně divokých prasat rodu Nyanzachoerus, příbuzných recentnímu praseti pralesnímu.

## Popkultura
- V jednom dílu seriálu Dobyvatelé ztracené pravdy se Josh Gates se svým týmem vydal na pátrání po tomto medvědovi